# Alberto Fuguet
Alberto Fuguet   (Santiago de Xile, 7 de març de 1963) nom de ploma d'Alberto Felipe Fuguet de Goyeneche és un periodista, escriptor i cineasta xilè.

## Biografia
La seva família se'n va anar als Estats Units poc després del seu naixement. Fuguet va viure a Los Angeles (Califòrnia) fins a complir els 11 anys d'edat. Va arribar en 1975 a un Xile assetjat per la dictadura de Augusto Pinochet. El sotrac que això va significar —perquè ni tan sols parlava espanyol— el va obligar a bolcar-se al món dels llibres com una manera de conèixer el seu nou idioma i incorporar-se a un nucli social radicalment diferent al que coneixia. En diverses entrevistes ha comentat que el primer llibre que va llegir en castellà va ser Papelucho, de Marcela Paz, que més tard seria una influència tangencial però important per a la construcció del protagonista de la seva primera novel·la.

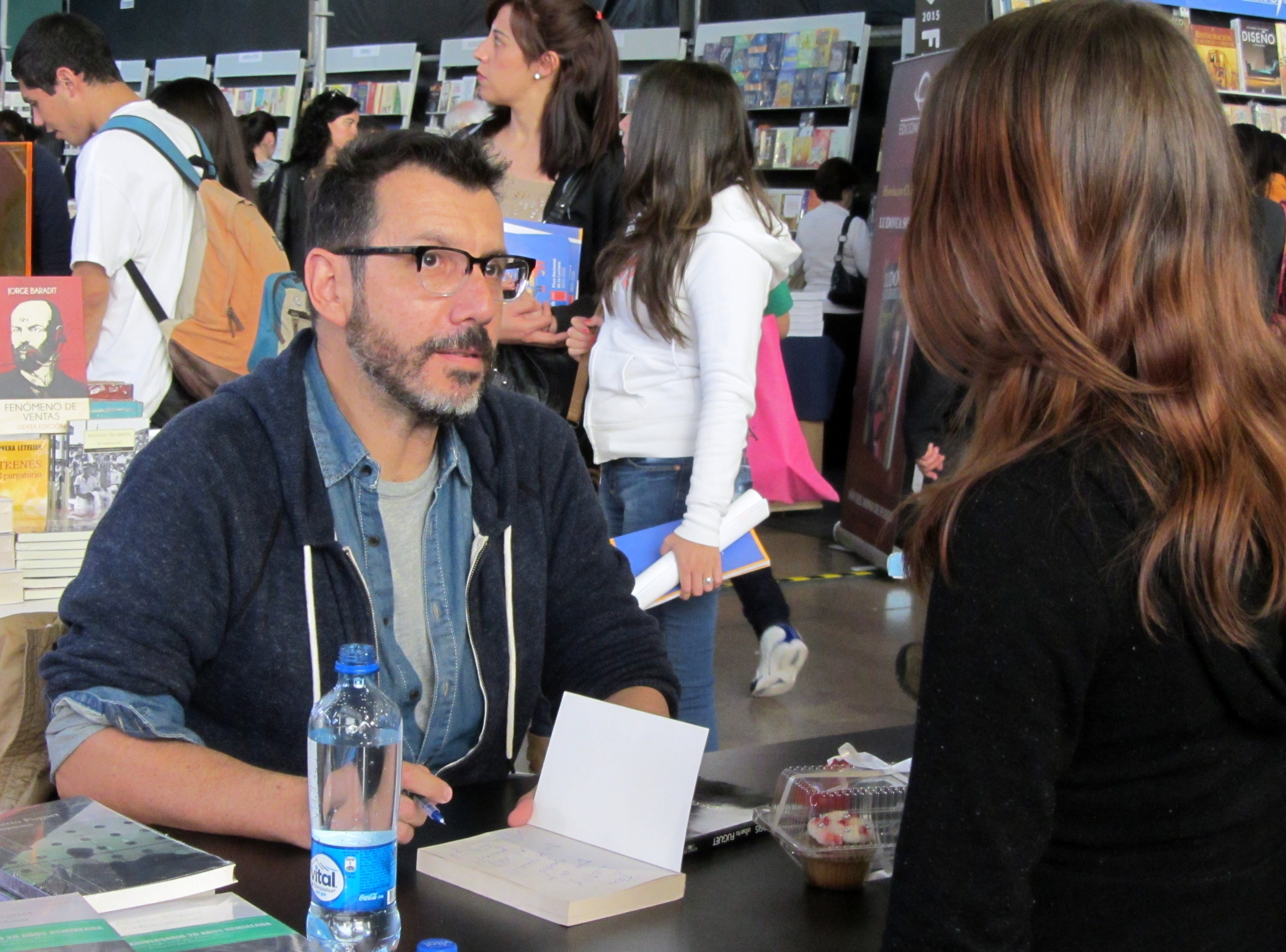
Fuguet durant una sessió de signatura dels seus llibres

Després d'estudiar un any de sociologia, es va graduar en periodisme a la Universitat de Xile. Columnista, crític de música i cinema, novel·lista i guionista, Fuguet ha influït en molts escriptors contemporanis gràcies a la seva oposició al realisme màgic llatinoamericà i per la seva aposta per una literatura més real i urbana. Llatinoamèrica, per a ell, no es tracta de "tucans parlants i iaies volant" (imatge caricaturesca que tenen els estrangers sobre la literatura del con sud del continent), sinó d'una realitat més forta que ha tractat de plasmar als seus textos.
Mostra d'això és la recopilació de contes de diversos autors McOndo, que va editar ell mateix i que va donar origen al grup literari del mateix nom. Això, a més de les seves constants referències a la cultura pop nord-americana (cinema, rock i televisió), han fet que els seus detractors ho cridin "extranjerizante", cosa que no ha disminuït la seva influència. La seva prosa àgil, plena de referències, ha estat creada gràcies a la seva aguda observació de la parla urbana, a més del seu domini de l'anglès com a llengua que va parlar durant la seva infància.
El seu primer llibre de contes, Sobredosis (1990) va ser tot un èxit al seu país natal, però la seva consagració va arribar amb la seva novel·la Mala onda, que tracta d'un jove de Santiago i les seves vivències sota un Xile dominat per la dictadura militar. A aquesta li van seguir Tinta roja i Por favor, rebobinar, una novel·la sorprenent per la seva estructura i els seus personatges. Tots els seus personatges pertanyen al món metropolità de Santiago. En 2003 va llançar el seu llibre semiautobiogràfic Las películas de mi vida, en la qual un sismòleg analitza la seva vida mitjançant els films que l'han marcat. La novel·la gràfica Road Story, basada en un conte de Cortos i il·lustrada per Gonzalo Martínez, es va publicar per Alfaguara en 2007 i és tal vegada la primera novel·la gràfica xilena emesa per una casa editorial important. Ha destacat, des de principis de la dècada de 1990, com a punta de llança de l'anomenada Nova Narrativa Xilena.

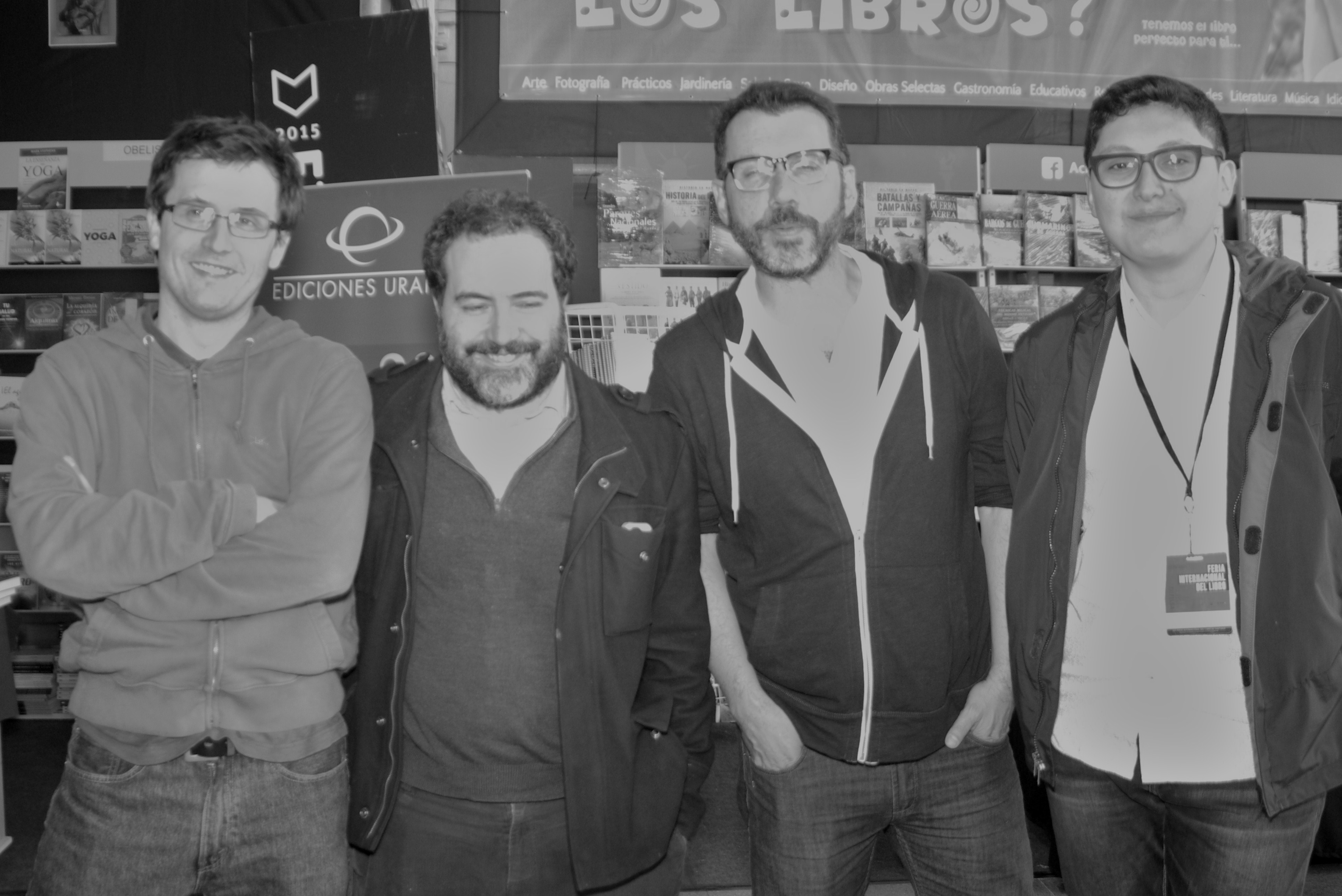
Vicente Undurraga, editor de PRH, Rafael Gumucio, Fuguet i Aldo Perán (PRH)

El 1999 Fuguet fou elegit per la revista Time i la CNN om un dels 50 líders llatinoamericans del nou mil·lenni.
La seva novel·la Tinta roja va ser portada al cinema en 2000 pel peruà Francisco José Lombardi. Un dels somnis de l'escriptor sempre va ser dirigir la seva pròpia pel·lícula, cosa que va aconseguir en el 2005, amb Se arrienda (ja havia escrit el guió original de Dos hermanos, dirigida per Martín Rodríguez). La pel·lícula, amb Luciano Cruz-Coke i Francisca Lewin en els papers principals, relata la història d'un jove semiadult que enfronta els conflictes propis de l'abandó de la llar paterna en l'edat intermèdia, les primeres decisions profundes i una que una altra desil·lusió. Va ser part d'una ona de nou cinema xilè que va incloure Play d'Alicia Scherson, En la cama de Matías Bize i Fuga de Pablo Larraín. La banda sonora de Se arrienda fou composta per Andrés Valdivia i Cristián Heyne.
En 2011 va guanyar el premi al millor llargmetratge nacional en el Festival Internacional de Cinema de Valdivia amb Música campesina. Comentant el seu èxit, va declarar: «Mai vaig voler ser escriptor, sempre vaig voler ser cineasta. I crec que ara ho vaig aconseguir».

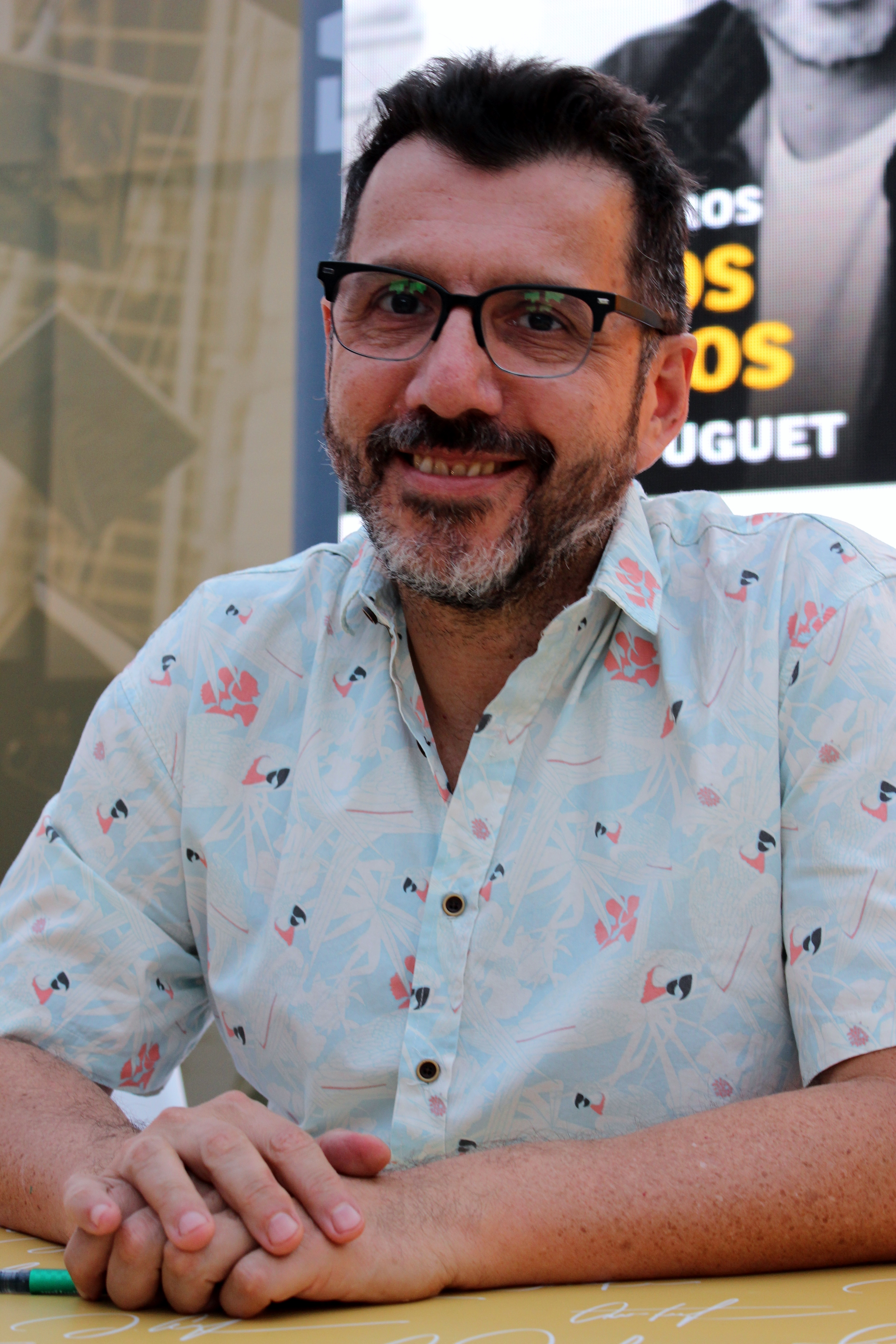
Al Festival d'Autors de Santiago 2018

En una entrevista donada al novembre del mateix any, Fuguet havia anunciat que el seu quart llargmetratge es diria Sudor, que es rodaria en Iquitos i que el seu coguionista i protagonista seria Pablo Cerda. La cinta mai es va concretar, però en 2016 Fuguet va publicar una novel·la amb aquest títol.
Fuguet havia pensat escriure una seqüela de Mala ona, la primera part de la qual havia de lliurar a mitjan 2011 d'acord amb les condicions de la Beca de Creació Literària del Consell del Llibre que havia guanyat per a aquests fins, però va renunciar finalment a la nova novel·la, que fins i tot tenia ja títol: Matías Vicuña, com el personatge de l'obra que li va donar fama. Ell explica així la seva decisió d'abandonar el projecte: "No em veig escrivint ni acabant aquesta novel·la. Matías Vicuña ja va canviar la veu. M'interessava parlar de l'avui i no sento que el personatge pugui arribar a parlar de l'avui". Abans Fuguet havia pensat portar la novel·la al cinema, i fins i tot va arribar a rodar algun episodi.
Ha estat a càrrec del Diplomat en Cultura Audiovisual Contemporània de la Universitat Alberto Hurtado, dirigit a guionistes i gent que treballa en cinema.
Fuguet va declarar a mitjan 2011 que creia que les xarxes socials eren un nou tipus de droga i va assegurar no tenir comptes ni en Facebook ni en Twitter, perquè temia que no el deixessin crear. En noviembre del mismo año terminó con su blog Apuntes Autistas.
Després d'un intermedi de cinc anys, Fuguet va tornar a la novel·la en 2015, amb No ficción, obra en la qual explora el món homosexual. Ell mateix ha dit que es considera "un tipus gai que escriu". El llibre va marcar el seu canvi d'editorial, d'Alfaguara a Random House. Sobre aquesta circumstància, va comentar: "Em va semblar que el catàleg de Literatura Random House era increïble. Un honor ser aquí. Em va semblar atractiu canviar de segell amb dues novel·les noves. En tot cas, és només un segell. No és un canvi de casa". Totes dues editorials pertanyen al Grup Penguin Random House.

## Obra

### Novel·les
- 1991: Mala onda (el 2011 es va publicar una edició commemorativa sense canvis substancials, però, en paraules de Fuguet, «remasteritzada»)[5]
- 1994: Por favor, rebobinar
- 1996: Tinta roja
- 2003: Las películas de mi vida
- 2009: Missing (una investigación)
- 2010: Aeropuertos
- 2015: No ficción
- 2016: Sudor

### Novel·les gràfiques
- 2007: Road Story (en col·laboració amb Gonzalo Martínez)

### Contes
- 1990: Sobredosis
- 2004: Cortos
- 2006: Prueba de aptitud
- 2014: Juntos y solos
- 2018: Cuentos reunidos (recopilació dels contes de Sobredosis i Cortos més set inèdits)[11]

### Cròniques, assajos, biografies i no-ficció
- 2000: Primera parte
- 2000: Dos hermanos: tras la ruta de En un lugar de la noche
- 2007: Apuntes autistas
- 2012: Cinépata (una bitácora)
- 2013: Tránsitos: una cartografía literaria
- 2014: Todo no es suficiente. La corta, intensa y sobreexpuesta vida de Gustavo Escanlar
- 2017: VHS (unas memorias)
- 2020: Despachos del fin del mundo

### Edició
- 1993: Cuentos con Walkman (coeditat en col·laboració amb Sergio Gómez)
- 1996: McOndo (coeditat en col·laboració amb Sergio Gómez)
- 2000: Se habla español: voces latinas en USA (coeditat en col·laboració amb Edmundo Paz Soldán)
- 2008: Mi cuerpo es una celda (una autobiografía) —d'Andrés Caicedo—

## Filmografia

### Guionista
- 10.7, 1997
- Mi abuelo mi nana y yo, sitcom (TVN, 1998)
- Dos hermanos: En un lugar de la noche, 2000
- Tinta roja, 2000, basada en la seva novel·la homànima, dirigida per Francisco J. Lombardi amb guió de Giovanna Pollarolo Giglio
- Las hormigas asesinas, 2004
- Se arrienda, 2005, guió coescrit amb Francisco Ortega
- Perdido, guió coescrit amb René Martín (sin producir)
- Velódromo, 2010, coescrita amb René Martín
- Locaciones: Buscando a Rusty James, 2013
- Música campesina, 2011
- Invierno, 2015
- Cola de mono, 2018

### Productor
- Dos hermanos: En un lugar de la noche, productor associat, 2000
- Las hormigas asesinas, 2004
- Se arrienda, 2005
- Malta con huevo, 2007
- Invierno, coproductor, 2015

### Direcció
- 10.7, assistent de director, 1997, curtmetratge
- Las hormigas asesinas, 2005, curt en 16mm B/N, 20 minuts de duració
- Se arrienda, 2005, llargmetrayhe
- Encontrar, 2005, videoclip de la cançó de la banda sonora de Se arrienda
- Esquemas juveniles, 2006, videoclip de la cançó del disc del mateix nom de Javiera Mena
- Máquinas, 2007, videoclip de la cançó del disc Gran Santiago de Telediario Donoso
- Perdido, 2008 cancel·lada, en vies de transformar-se en novel·la gràfica
- 2 Horas, 2008, curt de 25 minuts, color
- Velódromo, 2010, 111 mins aprox. color
- Música campesina, 2011
- Locaciones: Buscando a Rusty James, 2013
- Invierno, 291 minutos; 2015
- Cola de mono, 2018

## Premis i beques
- 1991: Premi Municipal de Literatura de Santiago en la categoria «Contr» per Sobredosis
- 2010: Beca Guggenheim en la categoria «Ficció»[12]
- 2010: Premi Periodisme d'Excel·lència en la categoria «Entrevista» prr Los 100 de Hinzpeter[13]
- 2011: «Millor Llargmetratge Naciona»l al Festival Internacional de Cinema de Valdivia per Música campesina[3]
- 2011: Premi Moviecity al Festival Internacional de Cinema de Valdivia per Música campesina[3]